# Viljar Vevatne
Viljar Vevatne, né le 7 décembre 1994 à Stavanger en Norvège, est un footballeur norvégien qui joue au poste de défenseur central avec le Viking Stavanger.

## Biographie

### En club
Né à Stavanger en Norvège, Viljar Vevatne est formé par club de sa ville natale, le Viking Stavanger, mais ne réalise pas ses débuts en professionnel avec ce club. Il rejoint le Bryne FK en janvier 2014, signant un contrat de deux ans. Il joue son premier match en professionnel le 24 avril 2014, face au Klepp IL, lors d'une rencontre de coupe de Norvège. Ce jour-là, il est titulaire et son équipe s'impose par quatre buts à un.
Le 4 août 2015, Viljar Vevatne rejoint le SK Brann. Initialement prévu pour janvier 2016, ce transfert est finalement conclu avec effet immédiat. Le joueur de 20 ans signe un contrat courant jusqu'en décembre 2017.
Vevatne ne s'impose toutefois pas au SK Brann, où il ne fait que trois apparitions, et le 25 juillet 2016 il quitte le club pour signer en faveur du Sandnes Ulf.
En décembre 2017, son retour au Viking Stavanger est annoncé.

### En équipe nationale
De 2012 à 2013, il représente l'équipe de Norvège des moins de 19 ans, pour un total de huit sélections.